# Syrphonema intestinalis
Syrphonema intestinalis är en rundmaskart. Syrphonema intestinalis ingår i släktet Syrphonema och familjen Syrphonematidae. Inga underarter finns listade i Catalogue of Life.